# Літні Олімпійські ігри 1912
Літні Олімпійські ігри 1912 (швед. Olympiska sommarspelen 1912), офіційно відомі Ігри V Олімпіади (швед. Den V olympiadens spel) — міжнародне спортивне змагання, яке проходило під егідою Міжнародного олімпійського комітету у місті Стокгольм, Швеція, з 5 травня по 22 липня 1912 року.

## Учасники
В Стокгольмській Олімпіаді взяли участь 2 407 спортсменів (48 жінок та 2 359 чоловіків) з 28 країн. Розіграно 102 медалі у 14 видах спорту. Найбільше медалей — 65 на цій Олімпіаді здобули її господарі — шведи. Проте команда США здобула на одну золоту медаль більше за шведів — 25 при загальній кількості — 63 медалі.
Це була остання Олімпіада, де дозволялись «приватні записи», тобто участь у змаганнях могли брати спортсмени, які не входили до складу офіційних делегацій країн-учасниць.
Країни-учасниці Олімпіади 1912 року:
| - Австралоазія - Австрія - Бельгія - Богемія - Велика Британія - Угорщина - Німеччина | - Греція - Данія - Єгипет - Ісландія - Італія - Канада - Люксембург | - Нідерланди - Норвегія - Туреччина - Португалія - Росія - Сербія - США | - Фінляндія - Франція - Чилі - Швейцарія - Швеція - Південно-Африканська Республіка - Японія |

### Дебюти
Вперше в іграх брали участь спортсмени з усіх п'яти континентів. Вперше прислала своїх спортсменів Японія.
В олімпійську програму були включені плавання на 100 м для жінок, естафета 4х100 м вільним стилем, стрибки з вишки для чоловіків, біг на 5 і 10 тис. м, естафета 4х100 і 4х400 м, п'ятиборство і десятиборство в легкій атлетиці, сучасне п'ятиборство. Першим олімпійським чемпіоном у сучасному п'ятиборстві став лейтенант шведської королівської гвардії Густав Ліліяхек.
Вперше був організований конкурс мистецтв. Золота медаль за поему «Ода спорту» була вручена П'єру де Кубертену.
Через два роки після стокгольмської Олімпіади почалася Перша Світова війна, що спричинила восьмирічну перерву у проведенні Олімпіад.

## Медальний залік
Топ-10 неофіційного національного медального заліку:
| Місце | Країна                | Золото | Срібло | Бронза | Загалом |
| ----- | --------------------- | ------ | ------ | ------ | ------- |
| 1     | США                   | 25     | 19     | 19     | 63      |
| 2     | Швеція (SWE)          | 24     | 24     | 17     | 65      |
| 3     | Велика Британія       | 10     | 15     | 16     | 41      |
| 4     | Фінляндія (FIN)       | 9      | 8      | 9      | 26      |
| 5     | Франція (FRA)         | 7      | 4      | 3      | 14      |
| 6     | Німеччина (GER)       | 5      | 13     | 7      | 25      |
| 7     | Південна Африка (RSA) | 4      | 2      | 0      | 6       |
| 8     | Норвегія (NOR)        | 4      | 1      | 4      | 9       |
| 9     | Канада (CAN)          | 3      | 2      | 3      | 8       |
| 9     | Угорщина (HUN)        | 3      | 2      | 3      | 8       |

## Українці на Олімпіаді
У Стокгольм приїхала команда Російськогої імперії з 178 спортсменів і близько 50 представників від спортивних та інших організацій, на чолі з командиром лейб-гвардії Гусарського Його величність полку генерал-майором Володимиром Воєйковим. Вони планували виступити в 16 видах спорту, де розігрувалися 102 комплекти нагород.
Срібними призерами стали Амос де Кош, поручник Семенівського полку Микола Мельницький, хорунжий Зведеного козачого полку Павло Войлошніков, поручник Московського полку Георгій Пантелеймонов. Близькі до медалей були стрільці з револьвера і пістолета, у цих змаганнях виступав перший російський олімпійський чемпіон Микола Панін-Коломенкін.
У складі збірної Російської імперії були й спортсмени українського походження. Зокрема, призери Олімпійських ігор Микола Мельницький та Григорій Пантелеймонов, шабліст Аполлон Грейфенфельс, учасники кінних змагань Олександр Родзянко та Сергій Загорський, змагань зі стільби Борис Белинський, Григорій Шестеріков, Олександр Тілло, змагань з греко-римської боротьби - Терентій Корінь, та інші.
За команду Австрії виступали народжений у Болехові футболіст Бернгард Ґраубарт, уродженці Львова футболіст Владислав Курпіль (13 листопада 1883 - червень 1930 Прага), легкоатлет Владислав Понурський (23 квітня 1891 - 13 жовтня 1978 Краків) у бігу на 200 та 400 метрів.

## Деякі факти
Яскраво відзначився Джим Торп, американський індіанець, що виграв золото в легкоатлетичному п'ятиборстві і десятиборстві з величезною перевагою. Пізніше він був дискваліфікований, коли виявили, що він прийняв невелику суму, щоб грати в бейсбол до початку Ігор. Але в 1982 році, МОК вирішив реабілітувати його, і дав медаль його дочці.
Шосейна гонка з велоспорту проходила трасою, що мала протяжність 320 км (199 миль), що дотепер є найдовшою гонкою будь-якого роду в історії Олімпійських ігор.
У греко-римській боротьбі півфінальна сутичка в середній вазі між Мартіном Клейном (Російська імперія) Альфредом Асікайненом (Велике князівство Фінляндське) тривала 11 годин.